# ولادیمیر ماسورین
ولادیمیر ماسورین (انگلیسی: Vladimir Masorin؛ زادهٔ ۲۴ اوت ۱۹۴۷) نظامی اهل روسیه و دریابُدِ بازنشسته است که به فرماندهی در ناوتیپ خزر در سالهای ۱۹۹۶ تا ۲۰۰۲ و ناوگان دریای سیاه در سالهای ۲۰۰۲ تا ۲۰۰۵ رسیده‌است. در سپتامبر ۲۰۰۵، او به عنوان فرمانده نیروی دریایی روسیه منصوب شد. همچنین برندهٔ جوایزی همچون نشان پرچم سرخ شده‌است.

## یادداشت
1. ↑  در نیروی دریایی روسیه، «آدمیرال» (Адмирал) هم‌ارزِ دریاسالار (امیر سه‌ستاره) و «آدمیرال فلوتا» (Адмирал флота) هم‌ارزِ دریابُد (امیر چهارستاره) می‌باشد.